# Liste de propriétés d'un matériau
Une propriété de matériau est une grandeur intensive, généralement exprimée dans une unité de mesure qui peut être utilisée comme métrique de la valeur pour comparer les avantages d'un matériau plutôt qu'un autre dans un choix de matériaux.
Une propriété du matériau peut être une constante ou une fonction de plusieurs variables d'état, telles que la température et la pression.

## Propriétés phoniques
- Vitesse du son
- Résistance acoustique. Voir aussi Acoustique

## Propriétés atomiques
- Énergie d'ionisation
- Masse atomique
- Numéro atomique (seulement pour les corps simples)

## Propriétés chimiques
- Énergie de surface
- Hygroscopie
- Hydraulicité
- Potentiel hydrogène (pH)
- Point d'éclair
- Polarité
- Réactivité
- Résistance à la corrosion. Voir corrosion
- Surface spécifique interne (cf. théorie Brunauer, Emmett et Teller)
- Tension superficielle

## Propriétés électriques
- Conductivité
  - Conductivité électrique
  - Conductivité thermique
  - Conductivité hydraulique
  - Conductivité électrolytique
  - Conductivité ionique
  - Liste des conductivités thermiques
  - Supraconductivité
- Conductance électrique
- Résistance
- Permittivité
- Rigidité diélectrique
- Résistivité
- Constantes piézoélectriques
- Thermoélectricité, coefficient Seebeck

## Propriétés de fabrication
- Coulabilité
- Température et pression d'extrusion
- Dureté
- Taux d'usinabilité (en)
- Vitesse de coupe

## Propriétés magnétiques
- Perméabilité magnétique
- Susceptibilité magnétique
- Aimantation
- Champ coercitif
- Point de Curie
- Hystérésis

## Propriétés mécaniques
- Allongement à la rupture
- Coefficient de Poisson
- Contrainte de cisaillement
- Contrainte maximum admissible
- Déformation d'un matériau
- Ductilité
- Dureté
- Fatigue
- Facteur d'amortissement
- Limite d'élasticité
- Limite d'endurance
- Module d'élasticité
- Module de flexion (en)
- Module de cisaillement
- Module spécifique
- Module de Young
- Poids spécifique

| - Résistance des matériaux - Résistance à l'abrasion. Voir aussi Abrasion - Résistance à l'attrition. Voir aussi Attrition - Résistance à l'eau des graisses lubrifiantes - Résistance à l'éclatement - Résistance à l'écrasement. Voir aussi Écrasement - Résistance à l'effet d'entaille. Voir aussi Effet d'entaille - Résistance à l'enfoncement. Voir aussi Enfoncement - Résistance à l'érosion. Voir aussi Érosion - Résistance à l'oxydation. Voir aussi Oxydation - Résistance à l'usure. Voir aussi Usure - Résistance à la charge. Voir aussi Charge - Résistance à la circulation. Voir aussi Circulation - Résistance à la compression. Voir aussi Compression - Résistance à la corrosion. Voir aussi Corrosion - Résistance à la déchirure. Voir aussi Déchirure - Résistance à la fatigue. Voir aussi Fatigue - Résistance à la flexion. Voir aussi Flexion - Résistance à la pénétration. Voir aussi Pénétration - Résistance à la rupture. Voir aussi Rupture - Résistance à la torsion. Voir aussi Torsion - Résistance à la traction. Voir aussi Traction - Résistance au battage - Résistance au cisaillement (en). Voir aussi Cisaillement - Résistance au cisaillement non draîné | - Résistance au délaminage. Voir aussi Délaminage - Résistance au dérapage - Résistance au feu. Voir aussi Feu - Résistance au flambage. Voir aussi Flambage - Résistance au fluage. Voir aussi Fluage - Résistance au gel. Voir aussi Gel - Résistance au glissement. Voir aussi Glissement - Résistance au grippage. Voir aussi Grippage - Résistance au pelage. Voir aussi Pelage - Résistance au poinçonnement. Voir aussi Poinçonnement - Résistance au revenu. Voir aussi Revenu - Résistance au roulement. Voir aussi Roulement mécanique - Résistance au vieillissement. Voir aussi Vieillissement - Résistance aux actions chimiques - Résistance aux chocs. Voir aussi Choc. La résistance au choc se caractérise par la résilience ou la fragilité. - Résistance aux intempéries - Résistance aux températures élevées - Résistance de pointe. Voir aussi Pénétromètre et Pénétrométrie - Résistance dynamique de pointe - Résistance pyroscopique - Résistance des tubages à la pression extérieure. Voir aussi Tubage - Résistance du ciment. Voir aussi Ciment - Résistance finale d'un ciment - Résistance initiale d'un ciment |

- Rugosité, état de surface
- Ténacité
- Viscosité

## Propriétés nucléaires
- Activité massique
- Constante de désintégration
- Période radioactive
- Section efficace
  - Section efficace des neutrons (en)

## Propriétés optiques
- Absorptivité molaire
- Biréfringence
- Couleur
- Luminosité
- Photosensibilité
- Réflectivité
- Indice de réfraction
- Transmittance
- Brillance (en), Luminance énergétique

## Propriétés physiques
- Flottabilité
- Gélivité
- Masse volumique
- Pouvoir absorbant
- Pouvoir calorifique
- Pouvoir calorifique supérieur
- Pouvoir explosif
- Pouvoir éclairant
- Pouvoir émissif
- Pouvoir émulsifiant
- Pouvoir énergétique
- Pouvoir fumigène
- Pouvoir germinatif
- Pouvoir ignifuge
- Pouvoir méthanogène
- Pouvoir oxydant
- Pouvoir oxyphorique
- Pouvoir rayonnant
- Pouvoir réfléchissant
- pouvoir urticant
- Pouvoir séparateur Voir Pouvoir de résolution
- Pouvoir toxique
- Prise d'huile (pour les charges)
- Résistance de rayonnement. Voir aussi Rayonnement
- Résistance du sol. Voir aussi Sol

## Propriétés thermiques et thermodynamiques
- Capacité thermique, Capacité thermique massique et Capacité thermique volumique
- Coefficient de dilatation. Voir aussi Dilatation thermique
- Conductivité thermique
- Diagramme de phase
- Diffusivité thermique
- Énergie d'activation
- Énergie de vaporisation
- Enthalpie de fusion
- Émissivité
- Inflammabilité
- Limite inférieure d'explosivité (voir Limite d'explosivité)
- Limite supérieure d'explosivité (voir Limite d'explosivité)
- Point critique (thermodynamique) ou température critique
- Point eutectique Voir aussi Eutectique
- Point d'auto-inflammation
- Point d'ébullition
- Point d'éclair
- Point de Curie ou température de Curie
- Point de fusion
- Point de rosée
- Point de ramollissement Vicat
- Point triple
- Pression de vapeur et Pression de vapeur saturante
- Pyrophoricité
- Résistance thermique : qualifie l'opposition à un flux de chaleur.
  - Résistance thermique de conduction en conduction thermique
  - Résistance thermique de convection en convection
  - Résistance thermique de rayonnement en rayonnement thermique
  - Résistance thermique de surface
- Température d'inversion (en)
- Température de transition vitreuse
- Thermoélectricité ou coefficient Seebeck

## Propriétés de matériaux destinés à la construction

### Liants
- Hydraulicité

### Pierre naturelle
- Éléments pétrographiques
- Masse volumétrique apparente (en kg/m³)
- Porosité (en % en volume)
- Résistance à la pression (en N/mm²)
- Résistance à la flexion (en N/mm²)
- Résistance à l'usure (en mm/1 000 m)
- Gélivité

### Bois
- Module d'élasticité en flexion
- Résistance à la compression
- Résistance à la traction
- Résistance au choc
- Dureté du bois (Dureté (matériau))
- Clouabilité, sciabilité
- Couleur, texture
- Hygroscopicité
- Rétractibilité
- Flottabilité

### Isolant thermique
- Capacité thermique (en J K−1)
- Conductivité thermique (en W m−1 K−1)
- Chaleur spécifique ou Capacité thermique massique (en J kg−1 K−1)
- Masse volumique (en kg m−3)
- Coefficient de transfert thermique
- Effusivité thermique (en J K−1 m−2 s−1/2)
- Comportement en cas d'incendie
- Classe de matériau
- Perméabilité à l'humidité (en kg s−1 m−2 Pa−1)
- Facteur de résistance à la diffusion de la vapeur d'eau
- Capacité hygroscopique
- Résistance spécifique aux chocs, aux vibrations

### Métal
- Densité
- Module d'élasticité
- Capacité thermique spécifique
- Coefficient de dilatation thermique
- conductivité
- Potentiel normal V
- conductivité électrique
- Élasticité
- Malléabilité
- Dureté
- Ténacité
- Fragilité
- Soudabilité
- Résistance à la corrosion
- Résistance aux températures élevées